# Creusa (naiade)
Creusa (in greco antico: Κρέουσα?, Krèūsa "principessa") è un personaggio della mitologia greca e una naiade.

## Genealogia
Figlia di Gea, ebbe da Peneo il maschio Ipseo (il futuro re dei Lapiti) e la femmina Stilbe.

## Mitologia
Ovidio narra che era promessa a Scamandro, ma che Peneo la rapì.
Dal figlio Ipseo divenne la nonna di Cirene che fu una delle più note amanti di Apollo.